# UTV (テレビ局)
UTV（旧：アルスター・テレビジョン、Ulster Television）は、北アイルランドのITV系列のテレビ放送局であり、この地域にサービスを提供している無料放送テレビチャンネルの以前のオンエア名である。ITV plcによって運営されており、主にその地域向けに作成された地域ニュースサービスやその他の番組を担当している。

## 歴史

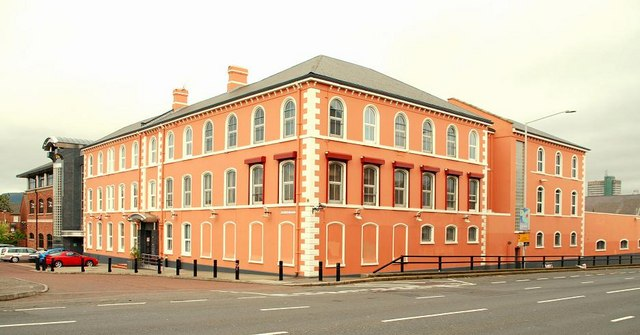
かつてのUTV本社だったベルファストのハブロックハウス

ITVネットワークの統治機関であるインディペンデント・テレビジョン・オーソリティ（ITA）は、1958年9月に北アイルランドのフランチャイズを最初に宣伝した。2つの企業連合がフランチャイズに応募した。その1つは、第4代アバコーン公爵が主導し、「ベルファスト・テレグラフ」と「ザ・ノーザン・ウィッグ」の新聞2紙が支援し、もう1つはアントリム伯爵が主導し、「ザ・ニュース・レター」とローレンス・オリヴィエが支援した。ITAは最終的に、放送局へのより大きな投資がカトリックの情報源に提供されるという条件で、新しいフランチャイズを取得するために入札を統合するよう、両者を説得した。
ITAの要請に応え、グループは「アルスター・テレビジョン・リミテッド（Ulster Television Limited）」という名称で、放送の計画を立てた。当初は1日あたり20分間のローカル番組を提供しようとした。同社は、アソシエイテッド・ブリティッシュ・コーポレーション（ABC）と協力して、CM放送時間を販売し、ベルファストのオーモー・ロードにあるハブロックハウスのかつてのヘムステッチ倉庫にスタジオの敷地を維持するよう手配した。

### 開局
アルスター・テレビジョンは、1959年10月31日16:00に放送を開始。イギリス国内では、12番目のITV系列局となった。開局時は、当時北アイルランド総督だったジョン・ローダー (第2代ウェイクハースト男爵)が監督し、ローレンス・オリヴィエが開局式典の司会を務めた。任務アナウンサーのエイドリアン・マクギルによって紹介された開局後の最初の夜の番組は、『ロビンフッドの冒険』や『サンセット77』などのネットワークシリーズ、ITNからの2つのニュース番組と1949年の長編映画「機動部隊（Task Force）」を特集した。ローレンス・オリヴィエは、ジョゼフ・アディソンの「広々とした大空（The Spacious Firmament）」からの抜粋である、同局の最初のエピローグを届けた。
翌日夜にUTVは、ABCテレビと共同で制作した「アームチェア・シアター」シリーズ「A Shilling for the Evil Day」に劇を寄稿した。その日の早い段階で、同局は最初の非公式のカラー制作を放送した。北アイルランド全土からの画像のフィルムが、ウェイクハースト男爵によって制作された『アルスター・リッチ・アンド・レア』と題して放送された。
開局時に、アルスター・テレビジョンは6人のプレゼンターを含む100人のスタッフを雇用した。アイバー・ミルズとアン・グレッグが地元のマガジン番組『ラウンドアバウト（Roundabout）』のプレゼンターとして選ばれた。エイドリアン・マクギル、ジェームズ・グリーン、ブライアン・ダーキンが最初のつなぎ司会者で、元ラグビー・ユニオン・インターナショナルのアーネスト・ストラスディは、同局のスポーツプレゼンターとして採用された。
当初、アルスター・テレビジョンの番組は、ベルファスト近くのブラックマウンテン (ベルファスト)送信所の範囲内にいる住民のみが視聴できた。しかし、開局後最初の夜の番組で、100マイル以上離れたアイルランドの首都ダブリンの住民の何人かが同局に電話して、映像の受信状態が悪いと苦情を言ったと報告された。1963年2月にストラベーン送信所が開設されたとき、UTVの放送対象地域は北アイルランド西部地域に広がった。

### 1970年代〜2000年代
アルスター・テレビジョンのUHF・PALカラーサービスは、1970年9月にディビスのUHF送信所を開設したことで開始された。これに続いて、リマバディ（1975年に開設）とブローアー・マウンテン（1978年）に2つの追加の送信所があった。1980年代初頭には、学校放送が放送されていなかった時間帯が短縮、平日正午に放送され、毎晩23:30に放送終了していた。この体制は1982年まで続いた。1988年10月、ITVネットワークで最後となる24時間放送を開始した。UTVは当初、バーミンガムのITV セントラルが提供するサービスを利用する予定だったが、グラナダ・テレビジョンの持続的なフィードである『ナイトタイム』に切り替えるというぎりぎりの判断により、1ヶ月の遅延が発生した。
2006年5月26日にベルファストで開催された同社の年次株主総会で、公開有限責任会社名を「アルスター・テレビジョンplc（Ulster Television plc）」から「UTV plc」に変更した。同社は、既存の名称はもはや会社の事業の全範囲を反映していないと考えていた。2007年10月のさらなる変更で、UTVは企業再編を行い、UTVの株主は、新しい持株会社であるUTVメディアplc（UTV Media plc）の株式と交換し、UTV plcの新しいメディアおよびラジオ子会社の株式を引き継いだ。UTV Ltd.（元「アルスター・テレビジョン・リミテッド（Ulster Television Limited）」、現在はUTVメディアの完全子会社）は、ITVフランチャイズの運営会社のみに戻った。
2010年10月5日に高解像度での放送を開始した。

### ITVへ売却
2015年10月19日、UTVメディアは、規制当局の承認を条件として、ITVフランチャイズとUTVブランドをITV plcに1億ポンドで売却すると発表した。ITV plcのCEOであるアダム・クロージアは、次のように述べて歓迎した。
| 「 | UTVテレビジョンの戦略目標は、私たちの目標と密接に一致しており、ITVファミリーに加わったことを非常に嬉しく思います。 | 」 |

買収は翌2月に完了した。
ITVは、北アイルランドでUTVブランドを完全に保持することを目的としており、標準化された名前（「ITV北アイルランド」など）でブランド変更することは意図していない。2016年7月11日、ITV plcは、UTVアイルランドサービスをヴァージン・メディア・アイルランド（2015年にアイルランドのTV3 (アイルランド)を買収）に売却すると発表した。
以前のUTVメディアグループは再編成され、ワイヤレスグループとしてブランド名が変更され、2016年6月にルパート・マードックのニューズ・コープが会社を設立するまで、ラジオ資産を保持していた。翌月、ITV plcはUTVアイルランドをリバティメディアの子会社であるヴァージン・メディア・アイルランドに1000万ユーロで売却した。
2016年10月、ITVはUTVのハブロックハウススタジオを閉鎖する計画を発表した。UTVは、2018年7月1日から、ベルファストハーバーエステートのシティキーズ2にある新しい放送センターから放送を開始した。
ローカル関連のアナウンスは2020年4月に終了し、他の全てのITV plc地域に合わせてチャンネルをITVとして効果的にリブランドした。この変更は当初、新型コロナウイルス感染症の流行への一時的な対応を目的としていたが、2020年11月に恒久的なものとなった。UTVの名称は、ローカル番組、特に報道番組『UTV Live』、およびローカルのニュース以外の番組のオンエアプロモーションで引き続き使用される。

## 番組
- UTV Live - 1993年より